# C/1975 X1 Sato
C/1975 X1 (Sato) è una cometa non periodica scoperta il 5 dicembre 1975 dall'astrofilo giapponese Yasuo Sato. In effetti la cometa sarebbe stata scoperta il 30 novembre 1975 da un altro astrofilo giapponese, Syogo Utsunomiya, che però non poté confermare la sua scoperta.
Uniche caratteristiche di rilievo di questa cometa sono di avere una MOID con la Terra di sole 0,028 UA, pari a circa 4,2 milioni di km, e un'orbita retrograda quasi perpendicolare a quelle dei pianeti.